# Fantasticon
Fantasticon er en årlig dansk festival for science fiction, fantasy og horror, der har eksisteret siden 2004. Aktiviteterne omfatter blandt andet foredrag, interviews, paneldebatter, filmforevisninger, workshops og quiz. Fokus er på litteratur, men også tegneserier og videnskabsformidling er som regel på programmet. Arrangør er Foreningen Fantastik. Festivalen er åben for alle.

## Oversigt
| År   | Datoer              | Sted                                 | Deltagerantal | Gæster |
| ---- | ------------------- | ------------------------------------ | ------------- | --- |
| 2004 | 7.- 8. februar      | Valby Medborgerhus                   | Ca. 50        | Herta Rye Clausen, Sonja Vesterholt, H.H. Løyche                                                               |
| 2005 | 22. – 24. april     | Blågårdens Medborgerhus              | Ca. 200       | Christopher Priest, Harry Harrison, Marcus Hammerschmitt, William J. Maryson, Dennis Jürgensen, Christian Haun |
| 2006 | 21. – 22. oktober   | Valby Medborgerhus                   | Ca. 90        | Lene Kaaberbøl, Josefine Ottesen, Dennis Gade Kofod, Lise Bidstrup                                             |
| 2007 |                     |                                      |               | |
| 2008 | 26. – 27. april     | Vanløse Kulturhus                    | Ca. 120       | Norman Spinrad, Erwin Neutzky-Wulff, Holger Bech Nielsen, Niels Brunse                                         |
| 2009 | 29. – 30. august    | Vanløse Kulturhus                    | Ca. 150       | Charles Stross, Gwyneth Jones                                                                                  |
| 2010 | 18. – 19. september | Vanløse Kulturhus                    | Ca. 150       | Catherine Asaro, Per Vadmand, Ea Philippa, Kaspar Colling Nielsen, Rikke Schubart                              |
| 2011 | 5. november         | Valby Kulturhus                      | Ca. 80        | A.Silvestri, Henrik Harksen, Nicolas Barbano                                                                   |
| 2012 | 1.–3. juni          |                                      |               | Alastair Reynolds, Ellen Datlow                                                                                |
| 2013 | 7.-9. september     |                                      |               | Tricia Sullivan, Karin Tidbeck                                                                                 |
| 2014 | 14.-15. juni        |                                      |               | Paul J. McAuley, Rochita Loenen-Ruiz                                                                           |
| 2015 | 30.-31. maj         |                                      |               | Pat Cadigan, Ian Watson                                                                                        |
| 2016 | 11.-12. juni        |                                      |               | Justina Robson, Ken MacLeod                                                                                    |
| 2017 | 1.-3. september     |                                      |               | Christopher Priest, Nina Allan                                                                                 |
| 2018 | 21.-23. september   | Serafion Ordenens hus, Frederiksberg |               | Jeannette Ng, Lavie Tidhar                                                                                     |
| 2019 | 20.-22. september   | Serafion Ordenens hus, Frederiksberg |               | Nisi Shawl |
| 2020 | 4.-6. september     |                                      |               | |